# Saintpaulia goetzeana
Saintpaulia goetzeana är en tvåhjärtbladig växtart som beskrevs av Engler. Saintpaulia goetzeana ingår i släktet Saintpaulia och familjen Gesneriaceae. Inga underarter finns listade i Catalogue of Life.